# Stölting Service Group/2016
Deze pagina geeft een overzicht van de Stölting Service Group-wielerploeg in  2016.

## Algemeen
Algemeen manager: Jochen Hahn
Ploegleiders: Jochen Hahn, Joerg Politt, André Steensen, Gregor Willwohl
Fietsmerk: Rose

## Transfers
| Inkomend            | Team 2015               | Uitgaand         | Team 2016        |
| ------------------- | ----------------------- | ---------------- | ---------------- |
| Lasse Norman Hansen | Team Cannondale-Garmin  | Silvio Herklotz  | Bora-Argon 18    |
| Gerald Ciolek       | MTN-Qhubeka             | Nils Politt      | Team Katjoesja   |
| Linus Gerdemann     | Cult Energy Pro Cycling | Manuel Porzner   | Team Vorarlberg  |
| Michael Carbel      | Cult Energy Pro Cycling | Moritz Backofen  | Team Kuota-Lotto |
| Rasmus Guldhammer   | Cult Energy Pro Cycling | Maximilian Werda | Gestopt          |
| Alex Kirsch         | Cult Energy Pro Cycling | Jan Oelerich     | Gestopt          |
| Christian Mager     | Cult Energy Pro Cycling | Nako Georgiev    | Onbekend         |
| Fabian Wegmann      | Cult Energy Pro Cycling | James Early      | Onbekend         |
| Michael Reihs       | Cult Energy Pro Cycling | Arne Egner       | Onbekend         |
| Rasmus Quaade       | Cult Energy Pro Cycling | Til Schuster     | Onbekend         |
| Mads Pedersen       | Cult Energy Pro Cycling | Ole Quast        | Onbekend         |
| Romain Lemarchand   | Cult Energy Pro Cycling |                  |                  |
| Alexander Kamp      | Team ColoQuick          |                  |                  |

## Renners
| Naam                | Geboortedatum     | Nationaliteit | Ploeg 2016              |
| ------------------- | ----------------- | ------------- | ----------------------- |
| Michael Carbel      | 7 februari 1995   | Denemarken    | Cult Energy Pro Cycling |
| Gerald Ciolek       | 19 september 1986 | Duitsland     | MTN-Qhubeka             |
| Linus Gerdemann     | 16 september 1982 | Duitsland     | Cult Energy Pro Cycling |
| Rasmus Guldhammer   | 9 maart 1989      | Denemarken    | Cult Energy Pro Cycling |
| Alexander Kamp      | 14 december 1993  | Denemarken    | Team ColoQuick          |
| Alex Kirsch         | 12 juni 1992      | Luxemburg     | Cult Energy Pro Cycling |
| Thomas Koep         | 15 september 1990 | Duitsland     |                         |
| Lennard Kämna       | 9 september 1996  | Duitsland     |                         |
| Romain Lemarchand   | 26 juli 1987      | Frankrijk     | Cult Energy Pro Cycling |
| Christian Mager     | 8 april 1992      | Duitsland     | Cult Energy Pro Cycling |
| Lasse Norman Hansen | 11 februari 1992  | Denemarken    | Team Cannondale-Garmin  |
| Mads Pedersen       | 18 december 1995  | Denemarken    | Cult Energy Pro Cycling |
| Rasmus Quaade       | 7 januari 1990    | Denemarken    | Cult Energy Pro Cycling |
| Michael Reihs       | 25 april 1979     | Denemarken    | Cult Energy Pro Cycling |
| Sven Reutter        | 13 augustus 1996  | Duitsland     |                         |
| Jonas Tenbrock      | 16 december 1995  | Duitsland     |                         |
| Fabian Wegmann      | 20 juni 1980      | Duitsland     | Cult Energy Pro Cycling |

## Overwinningen
Gent-Wevelgem/Kattekoers-Ieper
Winnaar: Mads Pedersen
Ronde van Noorwegen
3e etappe: Mads Pedersen
Fyen Rundt
Winnaar: Mads Pedersen
GP Horsens
Winnaar: Alexander Kamp
Nationale kampioenschappen wielrennen
Denemarken - wegrit: Alexander Kamp
2011 · 2012 · 2013 · 2014 · 2015 · 2016